# کهریز سرخ
کهریزسرخ، روستایی از توابع بخش مرکزی شهرستان الیگودرز در استان لرستان ایران است.

## جمعیت
این روستا در دهستان بربرود غربی قرار دارد و براساس سرشماری مرکز آمار ایران در سال ۱۳۸۵، جمعیت آن ۱۶۱ نفر (۳۰خانوار) بوده‌است. این روستا در تملک تیره های حبیبی بهرامسری،سرلک از طایفه آسترکی می‌باشند.